# Liste der Monuments historiques in Saint-Gaudent
Die Liste der Monuments historiques in Saint-Gaudent führt die Monuments historiques in der französischen Gemeinde Saint-Gaudent auf.

## Liste der Bauwerke
| Bezeichnung                   | Beschreibung                       | Standort | Kennzeichnung | Schutzstatus | Datum | Bild |
| ----------------------------- | ---------------------------------- | -------- | ------------- | ------------ | ----- | ---- |
| Château de la Roche-d’Orillac | Schloss, erbaut im 15. Jahrhundert | (Lage)   | PA00105686    | Inscrit      | 1935  |      |

## Liste der Objekte
| Bezeichnung | Beschreibung            | Standort                        | Kennzeichnung | Schutzstatus | Datum | Bild |
| ----------- | ----------------------- | ------------------------------- | ------------- | ------------ | ----- | ---- |
| Kelch       | Silber, 18. Jahrhundert | in der Kirche St-Gaudent (Lage) | PM86000603    | Classé       | 1967  |      |